# Хольцапфель, Карл
Карл Йоханн Хольцапфель (нем. Karl Johann Holzapfel; 20 октября 1923 — 12 августа 2009) — австрийский хоккеист на траве, защитник. Участник летних Олимпийских игр 1948 и 1952 годов.

## Биография
Карл Хольцапфель родился 20 октября 1923 года.
Играл в хоккей на траве за «Вену».
В 1948 году вошёл в состав сборной Австрии по хоккею на траве на летних Олимпийских играх в Лондоне, поделившей 7-9-е места. Играл на позиции защитника, провёл 3 матча, забил 1 мяч в ворота сборной Испании.
В 1952 году вошёл в состав сборной Австрии по хоккею на траве на летних Олимпийских играх в Хельсинки, поделившей 7-8-е места. Играл на позиции защитника, провёл 4 матча, мячей (по имеющимся данным) не забивал.
Умер 12 августа 2009 года.